# Pierluigi Casiraghi
Pierluigi Casiraghi (Monza, 1969. március 4. –) olasz válogatott labdarúgó, edző.

## Pályafutása

### Klubcsapatban
Pályafutását szülővárosában a Monza csapatában kezdte 1985-ben. A Serie C-ből történő kiesést követően hozzásegítette csapatát a Serie B-be való feljutáshoz 1988-ban. 1989-ben a Juventus igazolta le. Négy szezon alatt 98 mérkőzésen lépett pályára és 20 gólt szerzett. A Juventus játékosaként két UEFA-kupát (1990, 1993) és egy olasz kupát (1990) nyert.
1993-ban a Lazióhoz került. A fővárosi csapatnál öt szezon alatt 180 találkozón 41 alkalommal volt eredményes. A legsikeresebb szezonja az 1996–97-es volt, amikor 28 mérkőzésen 14-szer talált az ellenfelek kapujába. 1998-ban ismét olasz kupagyőztes lett és szerepelhetett az UEFA-kupa döntőjében, ahol azonban 3–0-s vereséget szenvedtek az Internazionale ellen. A Lazional eltöltött utolsó idényében nem sok lehetőséget kapott. A vezetőedző Sven-Göran Eriksson inkább Alen Bokšićnak és Roberto Mancininek szavazott bizalmat a támadószekcióban, ezért távozott.
1998 májusában a Chelsea szerződtette. Az angliai kitérő azonban nem volt túl sikeres. 1998 novemberében miután ütközött a West Ham United kapusával Shaka Hisloppal inszalagszakadást szenvedett. Mindössze 10 mérkőzésen szerepelt és egy gól fűződik a nevéhez, amit a Liverpool ellen szerzett az Anfielden. Sérülése után már nem tudott visszatérni és 2002. márciusában bejelentette a visszavonulását.

### A válogatottban
1991 és 1998 között 44 alkalommal szerepelt az olasz válogatottban és 13 gólt szerzett. Részt vett az 1994-es világbajnokságon, ahol bejutottak a döntőbe és az 1996-os Európa-bajnokságon.

### Edzőként
2006-ban az olasz U21-es válogatott szövetségi edzője lett. Irányításával részt vettek a 2007-es és a 2009-es U21-es Európa-bajnokságon. Előbbin az ötödik helyet szerezték meg és részvételi jogot szereztek a 2008. évi pekingi nyári olimpiai játékokra, a 2009-es Európa-bajnokságon az elődöntőig jutottak. Időközben pedig megnyerték a 2008-as Touloni Ifjúsági Tornát.

## Sikerei, díjai

### Játékosként
Juventus
- UEFA-kupa (2): 1989–90, 1992–93
- Olasz kupa (1): 1989–90
- Olasz szuperkupa döntős (1): 1990

Lazio
- Olasz kupa (1): 1997–98

Chelsea
- Angol kupa (FA Cup) (1): 1999–00
- UEFA-szuperkupa (1): 1998

Olaszország
- Világbajnoki döntős (1): 1994

### Edzőként
Olaszország U21
- Touloni Ifjúsági Torna (1): 2008

## Külső hivatkozások
- Pierluigi Casiraghi – a FIFA adatbázisában
- Pierluigi Casiraghi adatlapja a National-Football-Teams.com oldalon (angolul)

- Pierluigi Casiraghi (angol nyelven). FootballDatabase.eu
- Pierluigi Casiraghi (angol nyelven). eu-football.info
- Pierluigi Casiraghi (olasz nyelven). figc.it, FIGC. [2014. január 4-i dátummal az eredetiből archiválva]. (Hozzáférés: 2018. február 19.)